# Gedser Odde
Gedser Odde är en udde i Danmark., 130 km söder om huvudstaden Köpenhamn. Den är ön Falsters och Danmarks sydligaste punkt. På udden ligger också Danmarks sydligaste fyr; Gedser Fyr. Området är en mycket använd plats för observationer av fågelflyttning, särskilt på hösten.

## Läge
Udden har 5-7 meter höga klitter, som utgör den södra änden av en ändmorän, som går från Idestrup över Skelby till Gedser. Moränen är vidare en del av den nord-syd-gående israndslinje, som på Falster går från Orehoved till Gedser. Från udden fortsätter den ca. 18 km mot sydöst under vattnet som Gedser Rev.Närmaste större samhälle är Gedser, 3,1 km nordväst om Gedser Odde. 

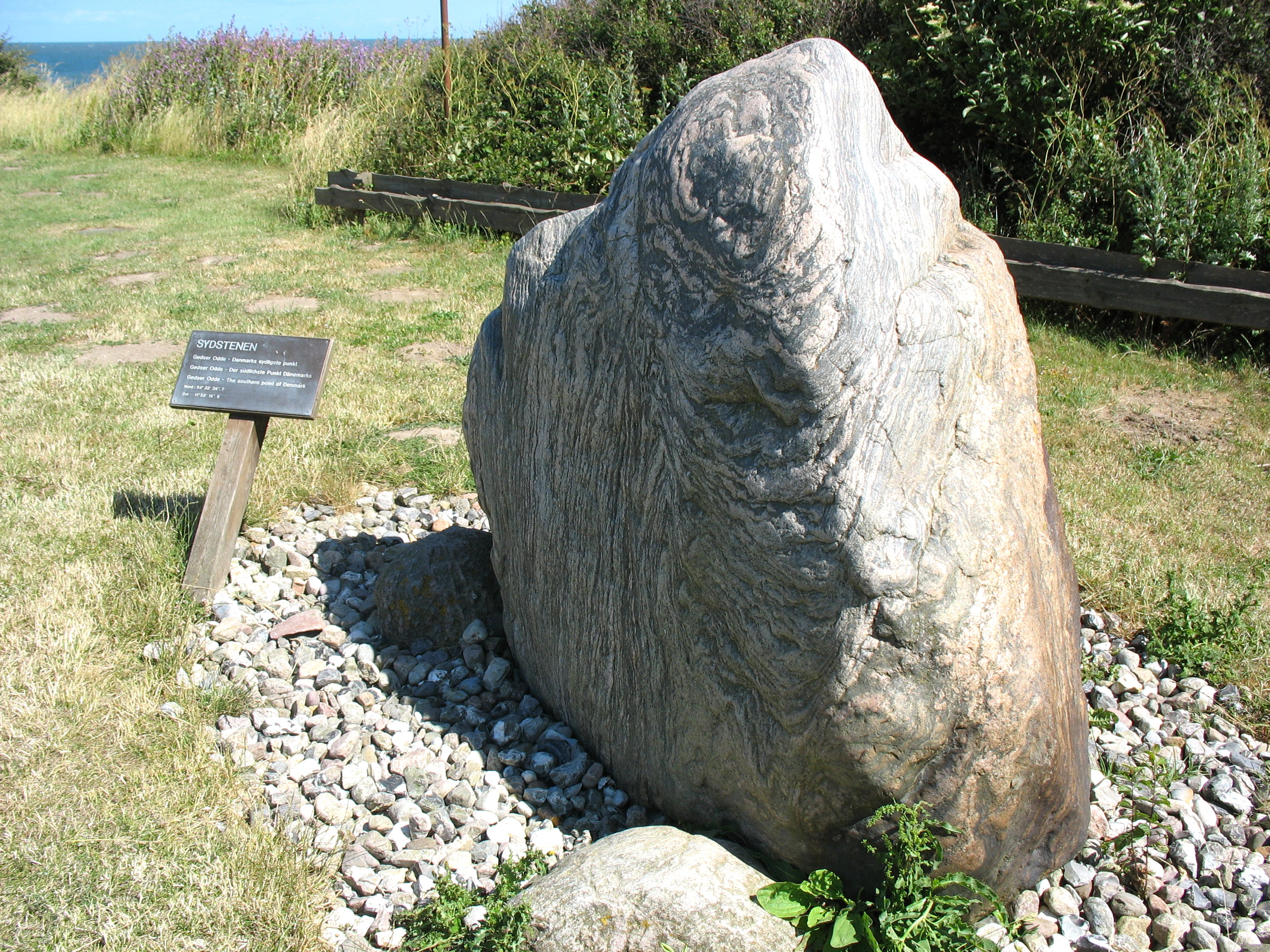
Sydstenen markerar Danmarks sydligaste punkt.
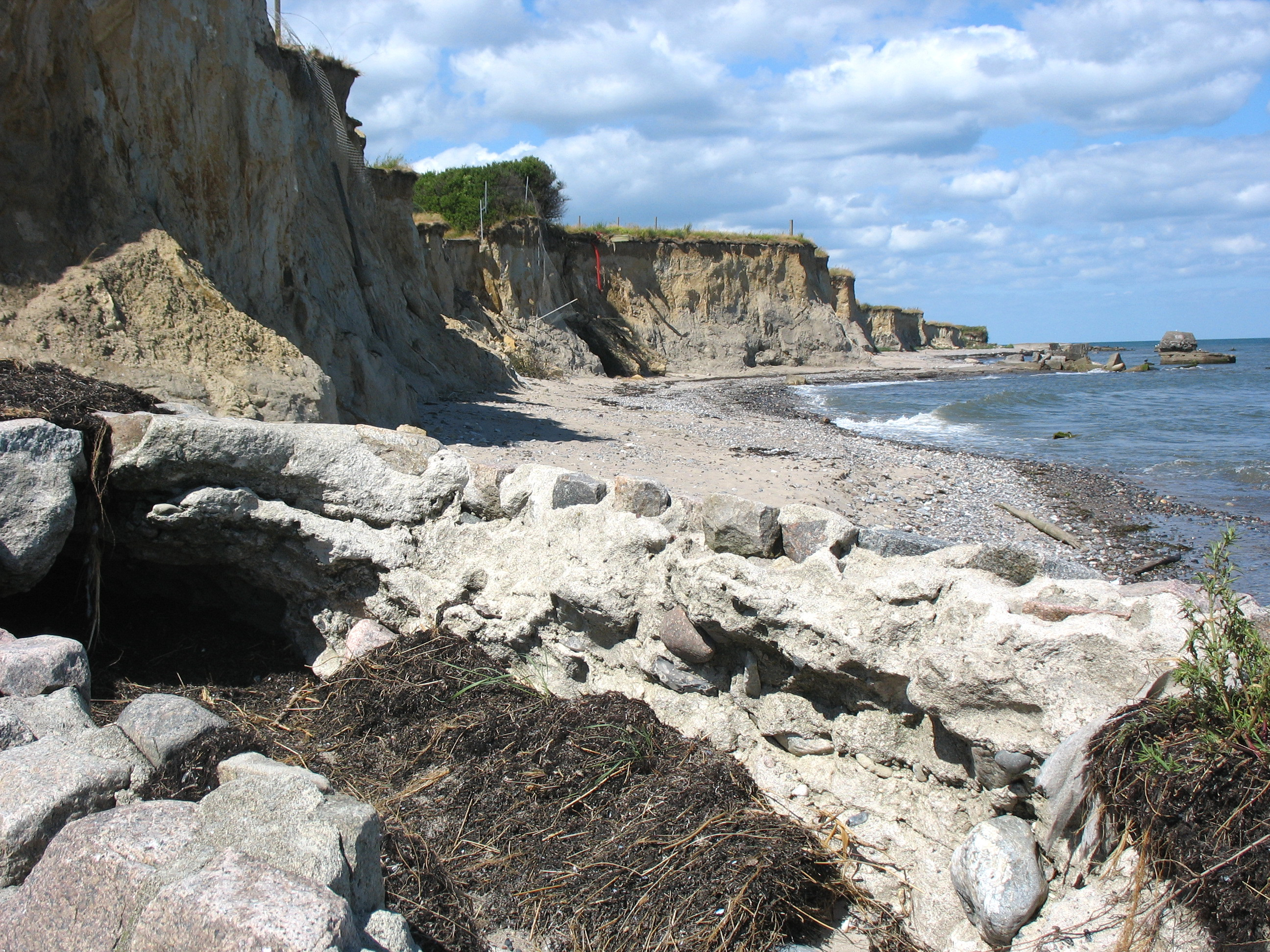
Klitterna vid Gedser Odde
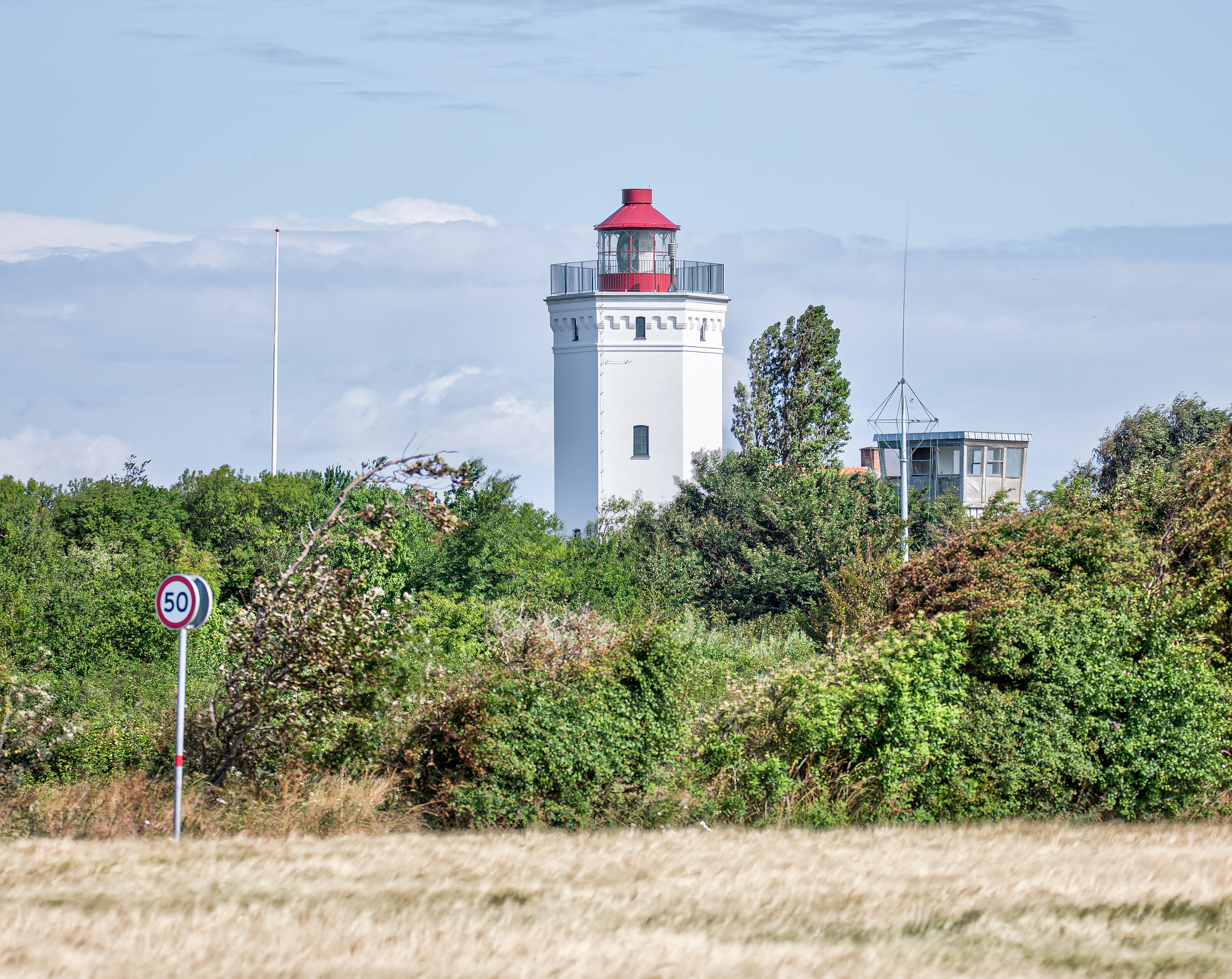
Gedser fyr